# Henri Louis Ferdinand Bain de la Coquerie
 (janvier 2020).
Le lieutenant de vaisseau Henri Louis Ferdinand Bain de la Coquerie, né le 9 mars 1845 à Plougoumelen (Morbihan) et mort le 20 mars 1881 à Toulon (Var) était un officier de marine français.